# 里奇伍德高地 (加利福尼亞州)
里奇伍德高地（英語：Ridgewood Heights）是位於美國加利福尼亞州洪堡縣的一個非建制地區。該地的面積和人口皆未知。

## 地理
里奇伍德高地的座標為40°44′07″N 124°08′54″W / 40.73528°N 124.14833°W，而該地的平均海拔高度為127米（即417英尺）。